# Rich Boy
Rich Boy is een nummer van het Zweedse elektronische muziekduo Galantis uit 2017. Het is de vierde single van hun tweede studioalbum The Aviary.
Het nummer bevat vocalen van de Australische singer-songwriter Chiara Hunter en het op dat moment 8-jarige meisje Ava Rifat, maar zij staan niet vermeld op de credits. Volgens Galantis is de plaat "onbedoeld het zusternummer van No Money". De tekst gaat over een vrouw die geen rijke man wil, maar een man die echt van haar houdt. "Rich Boy" deed in thuisland Zweden niets in de hitlijsten; in Nederland en Vlaanderen kwam het slechts tot tipnoteringen. In Nederland bereikte het nummer de 21e positie in de Tipparade.

## Tracklijst
- Muziekdownload

1. "Rich Boy" - 3:03